# Momordica leiocarpa
Momordica leiocarpa är en gurkväxtart som beskrevs av Ernest Friedrich Gilg. Momordica leiocarpa ingår i släktet Momordica och familjen gurkväxter. Inga underarter finns listade i Catalogue of Life.